# Сражение при Шлингене
Сражение при Шлингене (фр. Bataille de Schliengen, 24 октября 1796 года) — арьергардное сражение французской Рейнско-Мозельской армии, позволившее генералу Моро благополучно отступить через Рейн у Гюнингена, а эрцгерцогу Карлу очистить территорию Германии от французских войск.

## Перед сражением
Ранней осенью 1796 года Моро успешно отступил из Баварии, а в середине октября он пересек Шварцвальд, выйдя в долину Рейна у Фрайбурга в Брайсгау. Даже после своего длительного отступления Моро все ещё не был готов покинуть восточный берег Рейна, и 19 октября он попытался пробиться на север из Фрайбурга к лагерю в Келе, напротив Страсбурга. Эту атаку предотвратил эрцгерцог Карл, прибывший с севера после того, как оттеснил генерала Журдана через Рейн. Моро потерпел поражение при Эммендингене и был вынужден отступить на юг вдоль Рейна.
22 октября Моро достиг Шлингена, где цепь холмов соединяет Шварцвальд с Рейном, и решил остановиться здесь, чтобы удержать преследование австрийцев, так как большая часть обозов и артиллерийских парков не успела ещё дойти до Гюнингена. Одна часть его армии — левое крыло под командованием генерала Дезе — уже была отправлена обратно через Рейн, оставив под командой Моро его центр (Сен-Сир) и правый фланг (Ферино). Французская оборонительная линия шла на юго-восток от Штайненштадта, где ручей Шлинген достигает Рейна, до Шлингена, а затем продолжалась на юго-восток в горы, проходя через Лиэль и заканчиваясь у Кандерна. Генералы Нансути и Амбер были размещены в Штайненштадте и Шлингене. Генерал Дюэм был в центре, а генерал Ферино — справа. На этой позиции войска, не вступая в решительный бой, могли долго держаться против превосходящих сил противника.
22 октября эрцгерцог Карл прибыл в Нойенбург и Мюльхейм. Он оставался там 23 октября, пока рекогносцировал местность, а затем 24 октября начал атаку на всю французскую линию четырьмя колоннами.

## Ход сражения
Первые две (Конде и Фюрстемберга), назначенные для демонстрационных действий против левого фланга французов, захватили Штайненштадт и Маухен, выполнив поставленную перед ними задачу. Третья австрийская колонна Латура (12 батальонов, 20 эскадронов) атаковала центр, захватила Обер и Нидер-Экенены и перешла через овраг, но при переходе через ручей пушки увязли, и пехота не могла дальше действовать без поддержки артиллерии.
Четвёртая колонна Науэндорфа (9 батальонов, 15 эскадронов), на левом австрийском фланге, была задержана в горах, и её первые атаки были отражены. Науэндорф мог атаковать только в конце дня и захватил Зитценкирх, откуда повел наступление на высоты, занятые французской пехотой Ферино, но и здесь пушки, из-за вязкости почвы, не могли поддержать пехоту, поэтому все попытки оканчивались неудачей, пока, наконец, к вечеру австрийцам удалось немного оттеснить французов и захватить Кандерн. Сражение проходило в плохую погоду и закончилось, когда густой туман окутал поле битвы.

## Результаты
В ночь с 24 на 25 октября армия эрцгерцога спала под ружьем, готовая возобновить сражение утром, но Моро, получивший донесение, что почти все обозы успели переправиться, воспользовался ночью, чтобы отступить на юг, к Хальтингену, напротив Гюнингена, и на следующий день французы перешли мост в Гюнингене на французский берег Рейна, завершив пятимесячную кампанию Моро.